# Штрассер, Тереза
Тере́за Линн Штра́ссер (англ. Teresa Lynn Strasser; 8 июня 1970, Панорама-Сити, Калифорния, США) — американская актриса, писательница, сценарист, кинопродюсер, журналистка и телеведущая.

## Биография
Тереза Линн Штрассер родилась 8 июня 1970 года в Панорама-Сити (штат Калифорния, США).
Тереза начала свою карьеру в качестве актрисы в 1996 году, сыграв роль Молли в фильме «Земля молока и мёда». В 2006 году Штрассер сыграла роль местного репортёра в фильме «Добейся успеха 3: Всё или ничего». Также она является писательницей, написавшей несколько сценариев для сериалов, кинопродюсером и журналисткой-телеведущей.
С 25 июня 2008 года Тереза замужем за бухгалтером Дэниелом Вачински. У супругов есть два сына — Натаниэль Джеймс Вачински (род.24.09.2009) и Эндрю Боуэн Вачински (род.06.10.2012).